# Constance van Frankrijk

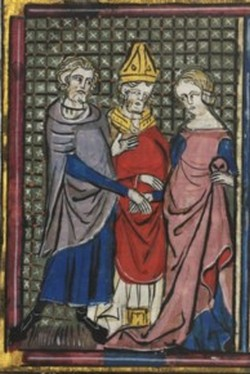
Trouwerij van Constance van Frankrijk met Bohemund I
(1337), miniatuur uit manuscript
Fr. 22495, Maître de Fauvel, BnF

Constance van Frankrijk (Reims, ca. 1078 — 14 september 1126) was een dochter van koning Filips I van Frankrijk en Bertha van Holland. Haar moeder werd verstoten door haar vader voor Bertrada van Montfort. 
Zij was gehuwd met Hugo I van Champagne in 1093/1095, maar scheidde van hem in 1104 en hertrouwde met
Bohemund I van Antiochië, die haar verleid had. Dat gebeurde in Chartres op 25 mei 1106 waar ze tot prinses van Antiochië werd benoemd. Aan het einde van hetzelfde jaar zeilde ze samen met haar halfzuster Cecilia Capet, die aan Tancred van Galilea was uitgehuwd, naar Antiochië. In 1108 beviel ze in Apulië van een zoon, de latere Bohemund II van Antiochië. Zij werd in 1119 opgesloten in Giovinazzo door Grimoald Alferanites, vorst van Bari, tot paus Calixtus II in 1120 voor haar vrijlating zorgde.
Haar kleindochter Constance I van Antiochië werd naar haar vernoemd.

## Voorouders
| Voorouders van Constance van Frankrijk (1078-1126) | Voorouders van Constance van Frankrijk (1078-1126)                        | Voorouders van Constance van Frankrijk (1078-1126)                        | Voorouders van Constance van Frankrijk (1078-1126)                   | Voorouders van Constance van Frankrijk (1078-1126)                   | Voorouders van Constance van Frankrijk (1078-1126)                        | Voorouders van Constance van Frankrijk (1078-1126)                        | Voorouders van Constance van Frankrijk (1078-1126)                          | Voorouders van Constance van Frankrijk (1078-1126)                          |
| -------------------------------------------------- | ------------------------------------------------------------------------- | ------------------------------------------------------------------------- | -------------------------------------------------------------------- | -------------------------------------------------------------------- | ------------------------------------------------------------------------- | ------------------------------------------------------------------------- | --------------------------------------------------------------------------- | --------------------------------------------------------------------------- |
| Overgrootouders                                    | Robert II van Frankrijk (972-1031) ∞ 1003 Constance van Arles (1086-1034) | Robert II van Frankrijk (972-1031) ∞ 1003 Constance van Arles (1086-1034) | Jaroslav de Wijze (978-1054) ∞ 1019 Ingegred van Zweden (1033-1113)  | Jaroslav de Wijze (978-1054) ∞ 1019 Ingegred van Zweden (1033-1113)  | Dirk III van Holland (982–1039) ∞ Othelhilde (985-1044)                   | Dirk III van Holland (982–1039) ∞ Othelhilde (985-1044)                   | Bernhard II van Saksen (990-1056) ∞ 1020 Eilika van Schweinfurt (1005–1059) | Bernhard II van Saksen (990-1056) ∞ 1020 Eilika van Schweinfurt (1005–1059) |
| Grootouders                                        | Hendrik I van Frankrijk (1008-1060) ∞ 1051 Anna van Kiev (1036-1078)      | Hendrik I van Frankrijk (1008-1060) ∞ 1051 Anna van Kiev (1036-1078)      | Hendrik I van Frankrijk (1008-1060) ∞ 1051 Anna van Kiev (1036-1078) | Hendrik I van Frankrijk (1008-1060) ∞ 1051 Anna van Kiev (1036-1078) | Floris I van Holland (1025-1061) ∞ 1050 Geertruida van Saksen (1033-1113) | Floris I van Holland (1025-1061) ∞ 1050 Geertruida van Saksen (1033-1113) | Floris I van Holland (1025-1061) ∞ 1050 Geertruida van Saksen (1033-1113)   | Floris I van Holland (1025-1061) ∞ 1050 Geertruida van Saksen (1033-1113)   |
| Ouders                                             | Filips I van Frankrijk (1052-1108) ∞ Bertha van Holland (1058-1094)       | Filips I van Frankrijk (1052-1108) ∞ Bertha van Holland (1058-1094)       | Filips I van Frankrijk (1052-1108) ∞ Bertha van Holland (1058-1094)  | Filips I van Frankrijk (1052-1108) ∞ Bertha van Holland (1058-1094)  | Filips I van Frankrijk (1052-1108) ∞ Bertha van Holland (1058-1094)       | Filips I van Frankrijk (1052-1108) ∞ Bertha van Holland (1058-1094)       | Filips I van Frankrijk (1052-1108) ∞ Bertha van Holland (1058-1094)         | Filips I van Frankrijk (1052-1108) ∞ Bertha van Holland (1058-1094)         |